# David Smith (Hammerwerfer)
David Smith (David W. „Dave“ Smith; * 2. November 1974 in Grimsby) ist ein ehemaliger britischer Hammerwerfer.
Bei den Olympischen Spielen 1996 in Atlanta und den Leichtathletik-Weltmeisterschaften 1997 in Athen schied er in der Qualifikation aus. 1998 wurde er für England startend bei den Commonwealth Games in Kuala Lumpur Fünfter.
1996 wurde er Englischer Meister. Seine persönliche Bestleistung von 75,10 m stellte er am 27. Mai 1996 in Bedford auf.